# Ganoderma sessiliforme
Ganoderma sessiliforme är en svampart som beskrevs av Murrill 1912. Ganoderma sessiliforme ingår i släktet Ganoderma och familjen Ganodermataceae.   Inga underarter finns listade i Catalogue of Life.